# Catillon-Fumechon
Catillon-Fumechon – miejscowość i gmina we Francji, w regionie Hauts-de-France, w departamencie Oise.
Według danych na rok 1990 gminę zamieszkiwało 460 osób, a gęstość zaludnienia wynosiła 35 osób/km² (wśród 2293 gmin Pikardii Catillon-Fumechon plasuje się na 565. miejscu pod względem liczby ludności, natomiast pod względem powierzchni na miejscu 265.).